# Li Ning
Li Ning (rođen 10. mart 1963. in Lajbinu u Guangsiju) penzionisani je kineski gimnastičar i biznismen. On je osnovao istoimeno preduzeće za sportsku odeću Li-Ning.

## Gimnastička karijera
Li je počeo da trenira sa osam godina, a u nacionalni tim izabran je 1980. Godine 1982, osvojio je šest od sedam medalja dodeljenih na Šestom svetskom gimnastičkom takmičenju, i stekao mu titulu „Princ gimnastike” (体操王子/體操王子).
Li je najpoznatiji po osvajanju šest medalja na Letnjim olimpijskim igrama 1984. godine, što je bila prva olimpijada na kojoj je učestvovala Narodna Republika Kina. On je osvojio je tri zlatne medalje (u parteru, konju sa hvataljkama i karikama), dve srebrne i jednu bronzanu medalju. Li je postao najdekorisaniji kineski sportista na prvim Olimpijskim igrama u kojima je Kina učestvovala nakon osnivanja Narodne Republike u oktobru 1949.
Li je osvojio 11 medalja na Svetskim prvenstvima u umetničkoj gimnastici, uključujući zlatne medalje na karikama (1985) i ekipne svekolike medalje (1983).
Li je učestvovao na svojim drugim Olimpijskim igrama 1988. godine u Seulu uprkos povredama. To je bio kraj jedne slavne gimnastičke karijere, jer je bio van forme i pravio ključne greške, što ga je lišilo šanse za medalju.

## Postgimnastički život
Li se povukao iz sportskog takmičenja 1988. godine, a 1990. osnovao je kompaniju Li-Ning Kompani Limited, koja u Kini prodaje obuću i sportsku odeću. Li je i dalje predsednik upravnog odbora kompanije. Prema Hurunovom izveštaju o bogatim Kinezima za 2014. godinu, procenjeno je da on poseduje bogatstvo od 5 milijardi RMB, što ga čini 407. najbogatijom osobom u Kini.
Li je primljen u Međunarodnu gimnastičku dvoranu slavnih 2000. godine, čime je postao prvi kineski član.
Na Letnjim olimpijskim igrama 2008. godine, Li Ning je zapalio baklju na ceremoniji otvaranja, nakon što je kablovima podignut visoko u vazduh i oponašao trčanje po obodu stadiona.
Li se oženio sa Čen Jongjen, koleginicom gimnastičarkom koja je osvojila olimpijsku bronzu 1984. godine.

## Literatura
- Burkitt, Laurie (2011-01-19). „Chinese Sports-Apparel Maker Li-Ning Makes Push in the U.S. - WSJ.com”. Online.wsj.com. Приступљено 15. 9. 2011.
- „Li Ning Company Reports Interim Results for 2013”. Li-Ning. Архивирано из оригинала 26. 07. 2014. г. Приступљено 23. 7. 2014.
- „China's Li Ning sportswear brand may be too troubled for even Dwyane Wade to save”. 9. 1. 2015.
- Waldmeir, Patti (23. 1. 2015). „Li Ning's rise and fall marks a cautionary tale”. Financial Times.
- „Li-Ning's Sales Expand 32 Percent In 2019”. sgbonline.com (на језику: енглески). 2020-03-30. Приступљено 2021-11-18.
- „Chinese Sportswear Giant Li Ning's 2020 Revenue Growth Disappoints”. The Business of Fashion (на језику: енглески). 2021-03-19. Приступљено 2021-11-18.
- „Decisions on observation and exclusion”. 7. 3. 2022.
- „Li Ning Co Ltd”. 7. 3. 2022.
- Cheng, Allen T. (2002-07-29). „The Mainland's Sneaker King”. TIME. Архивирано из оригинала 16. 3. 2008. г. Приступљено 2011-09-15.
- „'Made in China' labels to adorn Indian athletes' kit at Rio 2016 Olympics”. 23. 4. 2016.
- Estiler, Keith (2020-01-19). „Li-Ning Debuts Jackie Chan Capsule & Shoe Collab With Dwyane Wade”. Hypebeast. Приступљено 2020-03-27.
- Leibenluft, Jacob (25. 7. 2007). „Female Weightlifters, Spanish Basketball Stars, and Kim Jong-il: The strange world of Chinese sneaker endorsements”. Slate. Архивирано из оригинала 16. 07. 2011. г. Приступљено 21. 07. 2023.
- „The Greatest Free Ad Ever : 2008 Summer Olympics blog : Rocky Mountain News”. Blogs.rockymountainnews.com. 2008-08-09. Архивирано из оригинала 2011-09-18. г. Приступљено 2011-09-15.
- Liu, Melinda (12. 8. 2008). „Light My Fire: Li Ning's Stock Rises”. Newsweek. Архивирано из оригинала 18. 8. 2008. г.
- „People's Daily Online - O'Neal the real deal as Li-Ning goes global”. English.peopledaily.com.cn. 2006-08-15. Приступљено 2011-09-15.
- „Shaq signs shoe deal with Chinese company Li-Ning - NBA - ESPN”. Sports.espn.go.com. 2006-08-15. Приступљено 2011-09-15.
- „Shaq signs with China-based apparel company - NBA- NBC Sports”. MSNBC. 2006-08-15. Архивирано из оригинала 2006-08-26. г. Приступљено 2011-09-15.
- „Dwyane Wade signs shoe deal with Li-Ning worth $10 million”. FanSided (на језику: енглески). 2012-10-13. Приступљено 2020-07-21.
- „NBA stirs U.S. hornet's nest, faces China backlash over Hong Kong tweet | Reuters”. Reuters. 6. 10. 2019.
- „Li Ning has big plans for India | WARC”.
- Laghate, Gaurav. „P V Sindhu signs approx 50 crore deal with Li Ning”. The Economic Times.
- „Shuttler Kidambi Srikanth signs 4-year deal with Li-Ning”. 14. 1. 2019.

## Spoljašnje veze
- List of competitive results at Gymn Forum
- Li Ning: China's legendary gymnast has combined sporting agility with commercial muscle Архивирано на веб-сајту  (19. децембар 2006), 60 Years of Asian Heroes, By Hannah Beech, Time, 2006
- Ning Li на веб-сајту Olympics.com